# Ficus bivalvata
Ficus bivalvata là một loài thực vật có hoa trong họ Moraceae. Loài này được H.Perrier mô tả khoa học đầu tiên năm 1928.